# Vic Fazio
Victor Herbert Fazio , Jr., detto Vic (Winchester, 11 ottobre 1942 – 16 marzo 2022), è stato un politico statunitense, membro della Camera dei Rappresentanti per lo stato della California dal 1979 al 1999.

## Biografia
Nato nel Massachusetts in una famiglia di origini italiane, Fazio si trasferì in California per gli studi e frequentò l'Università statale della California.
Negli anni seguenti lavorò come consulente politico finché nel 1979 venne eletto alla Camera dei Rappresentanti come membro del Partito Democratico. Gli elettori lo riconfermarono per altri nove mandati, anche quando nel 1993 cambiò distretto congressuale.
Nel 1998 annunciò il suo ritiro dalla scena politica e dopo aver abbandonato il Congresso tornò alla sua attività di consulente.